# アルメニアの鉄道

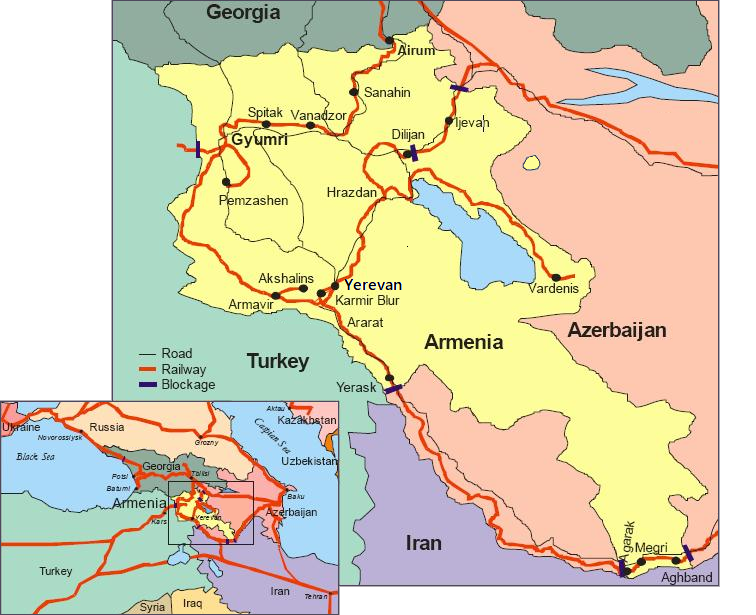
アルメニアの鉄道網

アルメニアの鉄道では、アルメニアにおける鉄道について記す。

## 軌間
アルメニアの鉄道の軌間は広軌（1,520mm）である。（距離：845km）

## 事業者
- 南カフカース鉄道（ロシア鉄道が100%出資）

## 路線
南カフカース鉄道を参照。

## 隣接国との鉄道接続状況
- ジョージア - 接続あり。トビリシとの間に国際列車が2日に1便運行。
- トルコ - 接続あり、運行なし（国境閉鎖中）。軌間が異なる（1435mm / 1520mm）。
- イラン - 接続なし
- アゼルバイジャン（本土） - 接続あり、運行なし（国境閉鎖中）。
- アゼルバイジャン（ナヒチェヴァン自治共和国） - 接続あり、運行なし（国境閉鎖中）。
- （ アルツァフ共和国） - 接続なし